# Viola obtusa
Viola obtusa là một loài thực vật có hoa trong họ Hoa tím. Loài này được (Makino) Makino miêu tả khoa học đầu tiên năm 1912.